# Giuseppe Cogoni
Giuseppe Cogoni (Pirri, 17 dicembre 1885 – 6 giugno 1947) è stato un arcivescovo cattolico italiano.

## Biografia

### Formazione e ministero sacerdotale
Giuseppe Cogoni ricevette l'ordinazione presbiterale il 22 agosto 1909 dall'arcivescovo di Cagliari Pietro Balestra. Nel luglio 1912 fu inviato a Monserrato, nella periferia di Cagliari, come viceparroco. Si laureò in diritto canonico a Roma nel luglio 1915 e un mese dopo fu nominato cancelliere di curia a Cagliari. Ottenne anche l'abilitazione all'insegnamento della Sacra Scrittura presso il Pontificio Istituto Biblico di Roma e insegnò nel seminario regionale di Catanzaro.
La prima maturità lo vide attivo tra gli studenti: nel gennaio del 1916 fu assistente del Circolo studentesco e da agosto 1918 costituì il primo Circolo universitario cattolico, precursore della Federazione universitaria cattolica italiana.
Nel marzo 1928 l'arcivescovo di Cagliari lo chiamò al servizio di vicario generale.

### Ministero episcopale

#### A Nuoro
Il 20 novembre 1930 fu annunciata la sua nomina a vescovo di Nuoro. L'ordinazione episcopale fu presieduta dall'arcivescovo di Cagliari Ernesto Maria Piovella il 4 gennaio 1931.
Lo contraddistinsero uno stile personale sobrio nel cibo e nell'abito e la vicinanza ai giovani. Fondò il giornale cattolico Il Quotidiano Sardo, avviò la FUCI, mantenne una severa distanza dal regime fascista, ponendo le premesse per un ambiente di persone che successivamente costituirono la locale Democrazia Cristiana.

#### A Oristano
Nel 1938 fu promosso all'arcidiocesi di Oristano.
Nel giugno del 1944 concesse il riconoscimento diocesano e l'autorizzazione per l'utilizzo dell'abito monastico alla Compagnia Evaristiani del Sacro Cuore fondata da Evaristo Madeddu.
Dopo una breve malattia morì nel 1947.
Nel 1970 la sua salma fu traslata nella cattedrale di Santa Maria Assunta. In questa occasione fu pubblicato un opuscolo in sua memoria. A Cagliari è stata intitolata a monsignor Giuseppe Cogoni la via dove ha sede il Seminario arcivescovile, in prossimità del confine con Pirri.

## Opere
Del vescovo e poi arcivescovo Giuseppe Cogoni esistono a stampa alcune lettere pastorali alle diocesi di Nuoro e poi di Oristano.

## Genealogia episcopale
La genealogia episcopale è:
- Cardinale Scipione Rebiba
- Cardinale Giulio Antonio Santori
- Cardinale Girolamo Bernerio, O.P.
- Arcivescovo Galeazzo Sanvitale
- Cardinale Ludovico Ludovisi
- Cardinale Luigi Caetani
- Cardinale Ulderico Carpegna
- Cardinale Paluzzo Paluzzi Altieri degli Albertoni
- Papa Benedetto XIII
- Papa Benedetto XIV
- Papa Clemente XIII
- Cardinale Marcantonio Colonna
- Cardinale Giacinto Sigismondo Gerdil, B.
- Cardinale Giulio Maria della Somaglia
- Cardinale Carlo Odescalchi, S.I.
- Cardinale Costantino Patrizi Naro
- Cardinale Lucido Maria Parocchi
- Cardinale Andrea Carlo Ferrari
- Arcivescovo Ernesto Maria Piovella, O.SS.C.A.
- Arcivescovo Giuseppe Cogoni